# 카다르 터마시
카다르 터마시(헝가리어: Kádár Tamás, 1990년 3월 14일 ~ )는 넴제티 버이녹샤그 I의 클럽 우이페슈트에서 수비수로 활약하고 있는 헝가리의 축구 선수이다.

## 수상
뉴캐슬 유나이티드
- 풋볼 리그 챔피언십: 2009–10

디오슈죄르
- 헝가리 리그 컵: 2013–14

레흐 포즈난
- 엑스트라클라사: 2014-15
- 폴란드 슈퍼 컵: 2015